# Anahawan
Anahawan (Bayan ng Anahawan) är en kommun i Filippinerna. Kommunen ligger på ön Leyte, och tillhör provinsen Södra Leyte. Folkmängden uppgår till 7 209 invånare.
Anahawan är delat i 14 barangayer.